# Pedro Páez

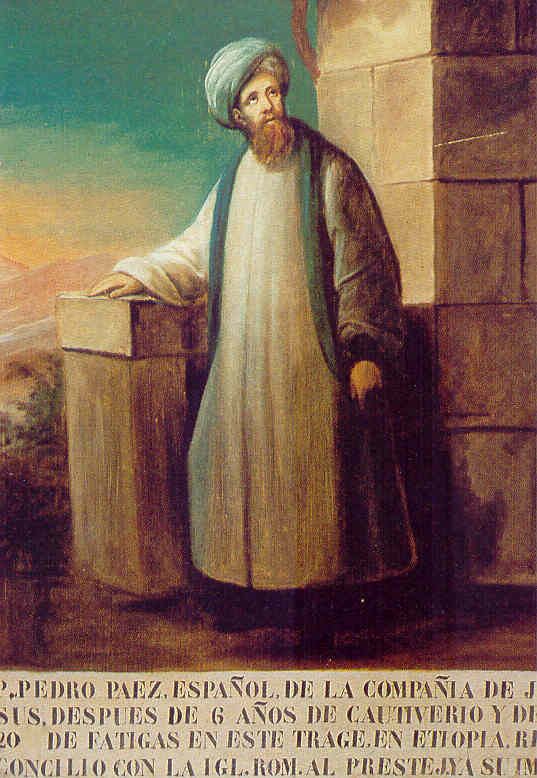
Pedro Páez

Pedro Páez Jaramillo (* 1564 in Olmeda de las Fuentes, Spanien; † 20. Mai 1622 in Gorgora, Äthiopien) war ein Jesuitenmissionar in Äthiopien. Er wurde in einem kastilischen Dorf mit dem Namen Olmeda de la Cebolla 50 km östlich von Madrid geboren, 1582 mit nur 18 Jahren trat er dem Jesuitenorden bei und studierte in Coimbra, Portugal.

## Leben
1588 war er zunächst Missionar im Jesuitenkloster der indische Hafenstadt Goa (Indien), die seit 1510 zur portugiesischen Kolonie gehörte, und wurde von dort nach Äthiopien gesandt.
Unterwegs wurde er von Arabern gefangen genommen und als Sklave verkauft. Insgesamt sieben Jahre dauerte seine Gefangenschaft, die er dazu nutzte, fließend Arabisch zu lernen. Dann wurde er freigekauft, kehrte für einige Zeit nach Goa zurück, bevor er erneut aufbrach und schließlich im Jahr 1603 in Massaua eintraf. Von dort reiste er nach Fremona, der damaligen Hauptniederlassung der Jesuiten in Äthiopien. Als er zum Hof des Negus Za Dengel gerufen wurde, beeindruckten seine Kenntnisse des Amharischen und des Altäthiopischen sowie der äthiopischen Sitten den jungen Herrscher so sehr, dass dieser sich entschloss, zum Katholizismus zu konvertieren – obwohl Páez ihm riet, diese Entscheidung nicht allzu schnell bekannt werden zu lassen. Als Za Dengel Änderungen bei der Beobachtung des Sabbats verkündete, zog sich Paez nach Fremona zurück, wo er den Ausgang des resultierenden Bürgerkriegs abwartete, der mit dem Tod des Kaisers endete.
Diese Vorsichtsmaßnahme kam Páez zugute, als Sissinios, der 1607 den Thron bestieg, ihn an seinen Hof einlud und später mit ihm Freundschaft schloss. Sissinios überließ ihm ein Stück Land auf der Halbinsel Gorgora am Nordufer des Tanasees, wo er ein neues Jesuiten-Zentrum mit einer steinernen Kirche errichtete. Schließlich gelang es Páez noch vor seinem eigenen Tod im Jahr 1622, dass auch Sissinios zum Katholizismus konvertierte.
Einige der von Páez entworfenen katholischen Kirchen stehen noch heute und haben die äthiopische Architektur beeinflusst.
Er war der erste Europäer, der den Tanasee entdeckte, der als eine Quelle des Blauen Nils gilt. Er schrieb:

„Ich sehe zuerst zwei kleine Quellen, jede etwa so groß im Umfang wie zwei Handspannen. Was weder Cyrus, der König der Perser, noch Cambyses, noch Alexander der Große, noch der bedeutende Julius Cäsar je entdecken konnte, da sehe ich jetzt. Die zweite Quelle liegt einen Steinwurf von der ersten entfernt. Die Quellen des Nils sind im oberen Teil eines von Bergen umgebenen Tals zu finden.“

Páez schrieb 1620 ein Werk über die Geschichte Äthiopiens (História da Ethiópia), das in Band II und III von Camillo Beccaris in Rom als Rerum Aethiopicarum Scriptores occidentales Inedtii herausgegeben wurde (1905–1917). Das Werk wurde 1945 in Porto von Sanceau, Feio und Teixeira unter dem Titel Péro Pais: História da Etiópia neu veröffentlicht.
Páez übersetzte den Katechismus in die äthiopische Sprache. Außerdem wird angenommen, dass er der Autor der Abhandlung De Abyssinorum erroribus ist.